# Championnat National A
Championnat National A (w skrócie CNA) – najwyższa w hierarchii klasa męskich ligowych rozgrywek koszykarskich w Tunezji, będąca jednocześnie najwyższym szczeblem centralnym (I poziom ligowy). Zmagania w jej ramach toczą się cyklicznie (co sezon), systemem kołowym z fazą play-off na zakończenie każdego z sezonów i przeznaczone są dla najlepszych tunezyjskich klubów koszykarskich. Jej triumfator zostaje mistrzem Tunezji. Czołowe zespoły klasyfikacji końcowej każdego sezonu uzyskują prawo występów w afrykańskich ligach lub pucharach międzynarodowych w sezonie następnym (Klubowe Mistrzostwa Arabskie, Koszykarska Liga Afryki – BAL).

## Zespoły
Lista zespołów w sezonie 2021/2022
| Klub                     | Miasto            | Hala                                | Pojemność |
| ------------------------ | ----------------- | ----------------------------------- | --------- |
| Club Africain            | Tunis             | Chérif-Bellamine Indoor Sports Hall | 2500      |
| Dalia Sport Grombalia    | Grombalia         | Grombalia Indoor Hall               | 1400      |
| Étoile Sportive de Radis | Radis             | Taoufik-Bouhima Indoor Hall         | 3500      |
| JS Kairouan              | Kairuan           | Kairouan Indoor Sports Hall         | 2000      |
| JS Menzah                | Tunis (El Menzah) | El Menzah Sports Palace             | 4500      |
| SS Sfaxien               | Safakis           | Mohamed-Ali-Akid Indoor Hall        | 2000      |
| Stade Nabeulien          | Nabul             | Salle Bir Challouf                  | 5000      |
| US Anar                  | Dar Chaabane      | Dar Chaâbane Indoor Hall            | 1000      |
| US Monastyr              | Monastyr          | Mohamed-Mzali Sports Hall           | 4075      |
| Ezzahra Sports           | Ezzahra           | Ezzahra Arena                       | 2000      |

## Mistrzowie
- 1956: L'Orientale
- 1957: Stade Gaulois
- 1958: Association Sportive Française
- 1959: Jeanne D'Arc D'avant-Garde
- 1960: Jeanne D'Arc D'avant-Garde
- 1961: Association Sportive Française
- 1962: Avant-Garde de Tunis
- 1963: Stade Nabeulien
- 1964: Union Sportive Radésienne
- 1965: Étoile Sportive de Radis
- 1966: Étoile Sportive de Radis
- 1967: Étoile Sportive de Radis
- 1968: Étoile Sportive de Radis
- 1969: Étoile Sportive de Radis
- 1970: Étoile Sportive de Radis
- 1971: Étoile Sportive de Radis
- 1972: Étoile Sportive de Radis
- 1973: Zitouna Sports
- 1974: Club Sportif des Cheminots
- 1975: Stade Nabeulien
- 1976: Étoile Sportive de Radis
- 1977: Espérance Sportive de Tunis
- 1978: Club Sportif des Cheminots
- 1979: Espérance Sportive de Tunis
- 1980: Espérance Sportive de Tunis
- 1981: Étoile Sportive du Sahel
- 1982: Ezzahra Sport
- 1983: Ezzahra Sport
- 1984: Étoile Sportive de Radis
- 1985: Étoile Olympique La Goulette Kram
- 1986: Étoile Olympique La Goulette Kram
- 1987: Étoile Olympique La Goulette Kram
- 1988: Étoile Olympique La Goulette Kram
- 1989: Stade Nabeulien
- 1990: Étoile Olympique La Goulette Kram
- 1991: Étoile Olympique La Goulette Kram
- 1992: Stade Nabeulien
- 1993: Ezzahra Sport
- 1994: Ezzahra Sport
- 1995: Étoile Olympique La Goulette Kram
- 1996: Stade Nabeulien
- 1997: Ezzahra Sport
- 1998: US Monastyr
- 1999: Ezzahra Sport
- 2000: US Monastyr
- 2001: JS Kairuan[2]
- 2002: JS Kairuan[3]
- 2003: JS Kairuan[4]
- 2004: Club Africain[5]
- 2005: US Monastyr[6]
- 2006: Stade Nabeulien[7]
- 2007: Étoile Sportive du Sahel[8]
- 2008: Stade Nabeulien[9]
- 2009: Étoile Sportive du Sahel[10]
- 2010: Stade Nabeulien
- 2011: Étoile Sportive du Sahel
- 2012: Étoile Sportive du Sahel
- 2013: Étoile Sportive du Sahel
- 2014: Club Africain
- 2015: Club Africain
- 2016: Club Africain
- 2017: Étoile Sportive de Radis
- 2018: Étoile Sportive de Radis
- 2019: US Monastyr
- 2020: US Monastyr
- 2021: US Monastyr
- 2022: US Monastyr
- 2023: US Monastyr

## Finały
| Sezon   | Mistrz                   | Wicemistrz               | Wynik |
| ------- | ------------------------ | ------------------------ | ----- |
| 2009–10 | Stade Nabeulien          | Étoile Sportive du Sahel | 2–1   |
| 2010–11 | Étoile Sportive du Sahel | Stade Nabeulien          | 2–0   |
| 2011–12 | Étoile Sportive du Sahel | Stade Nabeulien          | 2–0   |
| 2012–13 | Étoile Sportive du Sahel | Étoile Sportive de Radis | 2–0   |
| 2013–14 | Étoile Sportive du Sahel | Club Africain            | 2–1   |
| 2014–15 | Club Africain            | Étoile Sportive de Radis | 2–0   |
| 2015–16 | Club Africain            | Étoile Sportive du Sahel | 2–1   |
| 2016–17 | Étoile Sportive de Radis | Étoile Sportive du Sahel | 2–0   |
| 2017–18 | Étoile Sportive de Radis | US Monastyr              | 2–1   |
| 2018–19 | US Monastyr              | Étoile Sportive de Radis | 3–1   |
| 2019–20 | US Monastyr              | Étoile Sportive de Radis | 2–0   |
| 2020–21 | US Monastyr              | Ezzahra Sports           | 2–0   |
| 2021–22 | US Monastyr              | Ezzahra Sports           | 3–1   |
| 2022–23 | US Monastyr              | Club Africain            | 3–1   |

## Tytuły według klubu
| Klub                              | Tytuły |
| --------------------------------- | ------ |
| Étoile Sportive de Radis          | 13     |
| Stade Nabeulien                   | 8      |
| US Monastyr                       | 8      |
| Étoile Olympique La Goulette Kram | 7      |
| Ezzahra Sports                    | 6      |
| Étoile Sportive du Sahel          | 6      |
| Club Africain                     | 4      |
| JS Kairuan                        | 3      |
| Espérance Sportive de Tunis       | 3      |
| Association Sportive Française    | 2      |
| Jeanne D'Arc D'avant-Garde        | 2      |
| Club Sportif des Cheminots        | 1      |
| Zitouna Sports                    | 1      |
| Avant-Garde de Tunis              | 1      |
| Stade Gaulois                     | 1      |
| L'Orientale                       | 1      |